# Humenci (stacja kolejowa)
Humenci (ukr. Гуменці) – stacja kolejowa w pobliżu miejscowości Humenci, w rejonie kamienieckim, w obwodzie chmielnickim, na Ukrainie. Położona jest na linii Chmielnicki – Kamieniec Podolski – Kelmieńce.
Od stacji odchodzi bocznica do pobliskiej cementowni.
W okresie międzywojennym w tym miejscu istniała mijanka.